# Du und Du
Du und Du (Tu e Tu) op. 367, è un valzer di Johann Strauss (figlio).

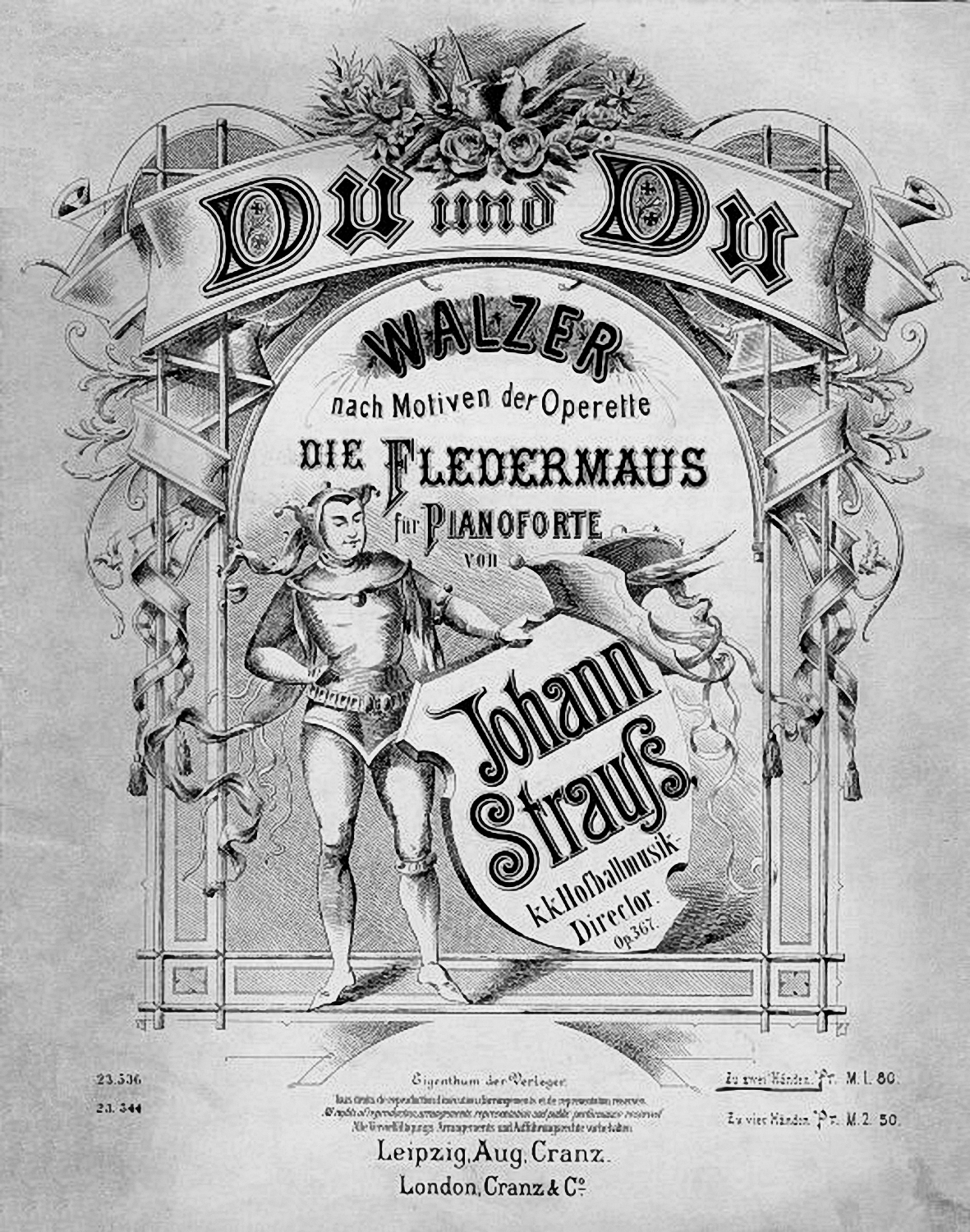
Edizione per pianoforte del valzer Du und Du.

Il valzer di Strauss Du und Du, tratto da motivi dell'operetta Die Fledermaus, venne pubblicato verso la fine del 1874. Il brano prende il nome, e la principale delle melodie che lo compongono, dal  coro del secondo atto dell'operetta: Brüderlein, brüderlein und Schwesterlein (Fratellino, fratellino e sorellina).
Le altre melodie provengono dalle arie: Ha, welche ein feist! (atto 2°), Genug damit, genug (atto 2°), Mit mir so spät im tête-à-tête (atto 1°), e la divertente aria di Adele del 2° atto Mein Herr Marquis.